# Aro Tolbukhin, dins la ment de l'assassí
Aro Tolbukhin, dins la ment de l'assassí és una pel·lícula hispano-mexicana d'estil documental de 2002, escrita i dirigida per Isaac Pierre Racine, Agustí Villaronga, i Lydia Zimmermann. Va ser escollida en 2003 per a representar a Mèxic en la categoria de pel·lícula estrangera dels Premis Oscar, encara que no va aconseguir la nominació. Ha estat traduïda al català i fou emesa per TV3 el 7 de novembre de 2005.

## Sinopsi
El 1981 el marí mercant hongarès Aro Tolbukhin, de 42 anys (protagonitzat per Daniel Giménez Cacho) va ser detingut per cremar vives a set persones a l'infermeria de la missió del Divino Redentor de Guatemala. Fou internat al penal de Kachao (Cobán, Guatemala), on a més, es va autoinculpar de 17 crims més, tots ells comesos contra dones embarassades. Tot i que durant el procés es van observar nombroses incoherències i contradiccions en les seves declaracions i confessions, sovint fantasioses, el jutge el va condemnar a la pena de mort. Abans de l'execució, va concedir una entrevista als documentalistes francesos Lise August i Yves Keetman, qui també van entrevistar testimonis i persones del seu entorn. Les gravacions d'aquesta entrevista i altres imatges d'arxiu són la base de la pel·lícula que, en clau gairebé documental, segueix la seva vida des de la infància a Hongria fins a la seva arribada a Guatemala, intentant esbrinar les seves motivacions per cometre uns crims tan brutals.

## Repartiment
- Daniel Giménez Cacho - Aro adult
- Carmen Beato - la germana Carmen
- Zoltán Józan - el petit Aro
- Mariona Castillo - la jove Selma
- Aram González - el jove Aro
- Eva Fortea - la jove Selma
- Jesús Ramos - el pare
- Pepa Charro - Dada

## Nominacions i premis
- Nominat al Goya al millor muntatge (2002) per Ernest Blasi[3]
- Nominada al Festival Internacional de Cinema de Sant Sebastià de 2002.[4]
- Va obtenir 7 Premis Ariel: millor guió original (signat pels tres directors), a la millor actriu (Carmen Beato), al millor actor (Daniel Giménez Cacho), a la millor fotografia (Guillermo Granillo), al millor disseny artístic, als millors efectes i al millor maquillatge.[5]